# Vstajenje kralja Matjaža
Nikolaj Jeločnik je dramsko pravljico ustvaril leta 1951 v Buenos Airesu ob 6. obletnici vetrinjske tragedije.

## OSEBE:
- Kralj Matjaž
- Alenka, kraljična Slovenija
- Junak
- Vila Rojenica
- Rdeča Zver
- Mojca
- Zeleni Jurij
- Sedem vitezov Matjaževe vojske
- Dedek
- Fantič
- Govorec

Godi se v deželi sanj in upanja.

## Povzetek

### Posvetilo
To pravljico posvečam spominu generala Leona Rupnika in njegovih domobrancev.

### Prolog
Z odra se Govorec občinstvu opravičuje za zamudo predstave. Fantič v parterju ugovarja, rad bi gledal igro,- a dedek ga resno opomni, da to ne bo igra, da bo spomin na mrtve domobrance. Fantič željno sprašuje o domobrancih.

### Vila
Fantič ostane sam, z nejasno zavestjo, da mora poiskati Vilo Rojenico in jo nekaj vprašati. Vila se prikaže in mu napove njegovo življenjsko pot: je Junak, ki ga Domovina pričakuje, da ji bo obudil rešilno vojsko kralja Matjaža; podari mu tudi meč, skovan v krvi in solzah pomorjenih bratov, s katerim bo smrtno ranil Rdečo zver. Junak v viziji ugleda izpolnitev svoje naloge: Matjaž vodi Alenko na prestol pri Gospe Sveti, v slovesnem petju zvonov pa se oglaša tudi klic dežele ob Soči: odrešena bo, čeprav s krvjo, in Soča bo zasijala v treh barvah, beli, modri, rdeči.

### Mojca
Mojca žaluje za pobitimi z Vetrinjskega polja. Junak ji pove, da niso mrtvi, da so Matjaževa vojska, ki spi pod goro, on pa je tisti, ki jo bo prebudil. Mojca je srečna in obenem žalostna, saj se mora zaradi višjih ciljev odpovedati osebni sreči: Junak bo svoje srce daroval kraljični Alenki.

### Rdeča zver
Junak pride do železnega zastora, ki zapira pot v Domovino; s posvečenim mečem ga preseka v imenu Stare Pravde, pomorjenih Bratov in Domovine. Tedaj se za krdelom izmučenih sužnjev in nasilnih biričev prikaže Rdeča zver. Pred Zver privlečejo Mojco, ki je z vestjo o skorajšnjem vstajenju kralja Matjaža spodbujala sužnje k uporu. Za Zver so njene besede laž, saj je narod izmislek norih glav; Mojca je obsojena na strašno smrt. Tedaj se pojavi Junak in s klicem: »Boj se Leva, ki prihaja kralja budit!« izzove Zver na boj. V boju je Zver smrtno ranjena, sužnji so osvobojeni, biriči izročeni pravični sodbi. Sledi slovesen pokop Mojce-junakinje, ki je iz ljubezni do rojakov pričala Resnico, Junak pa krene naprej, izpolnit svoje poslanstvo.

### Vstajenje
Junak si izbori vstop v goro v imenu zveličavnega Križa, prodre do spečega kralja in poklekne pred kraljično Alenko. Ta mu pokaze Matjažev meč, ki ga Junak izvleče iz nožnice. Matjaž se zbudi, z njim njegovo vojska; Junak postane prvi kraljevi pribočnik in dobi častno ime Lev. Na njegovo prošnjo pokliče Alenka Zelenega Jurija, da bi vsej deželi oznanil Pomlad: Slovenija vstaja! Junak slovesno dvigne slovensko zastavo in povede Alenko na njen starodavni vojvodski prestol pri Gospe Sveti, z njo krenejo Matjaž in njegovi vitezi na zmagoslavni pohod v Dan in Svobodo.